# シャンチー
シャンチー（象棋、拼音: xiàngqí、ベトナム語: cờ tướng/棋將）は、二人で行うボードゲーム（盤上遊戯）の一種である。中国及びベトナムにおける伝統的な将棋類であり、中国では国家の正式なスポーツ種目にもなっている。中華人民共和国の非物質文化遺産に登録されている。

## 名称
この競技は中国語では「象棋」と呼ぶが、これは中国語でチェス類の一般表現にも使う ため、特に区別する際には「中国象棋」と呼ばれる。
ベトナム語では「cờ tướng」（コー・トゥオン：/kəː tɨəŋ/）というが、日本語では「カートン」と書かれることが多い。漢字表記に直せば「棋将」である。
英語では、「xiangqi」または「Chinese chess」と呼ぶ。国際組織である世界シャンチー連合会（World Xiangqi Federation, 略称 WXF）は英語名を「xiangqi」としている。
日本語では「象棋」「中国象棋」「中国将棋」などと表記されることもある。世界シャンチー連合会加盟の、日本における国内競技団体である日本シャンチー協会（Japan Xiangqi Asocciation 略称 JXA）では、日本における呼称・表記とも「シャンチー」とすることを定めているが、出版・報道では「象棋」という表記も行われている。例えば、2008年に開催されたワールドマインドスポーツゲームズの種目に本競技が取り上げられたことを紹介する新聞記事では、多くの新聞で「シャンチー」の表記を採用している。また、広辞苑では第六版（岩波書店、2008年、ISBN 978-4000801218）で「シャンチー」「中国象棋」の両者が見出し語に加えられ、語義の解説は「中国象棋」に記載されている。日本における遊戯史研究の第一人者である増川宏一は、自著で「象棋」という表記を使っている。日本オリンピック委員会では「シャンチー」を採用している。

## 歴史

### 前史

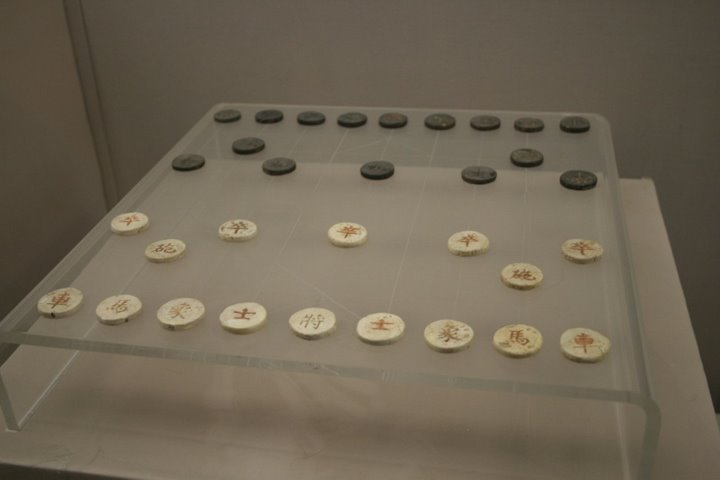
宋代の陶製の駒、洛陽博物館蔵。駒の名前は敵味方で変わらず、地の色の白黒で区別している。盤は出土していないが、現代のものと同様の配列で展示されている

シャンチーは他の将棋型ゲームと同様、インドのチャトランガを起源とするとされる。
「象棋」という言葉自身は先秦時代から見られる が、当時「棋」といえば六博というダイスゲームを指しており、ここでいう象棋は象牙で作った六博の駒の意味で、現在のシャンチーとは無関係だった。また、北周（6世紀）の武帝は象戯というゲームを考案し、『象経』という書物を著した（現存せず）が、これもダイスゲームの一種で、現在のシャンチーとは無関係と考えられる（zh:北周象戲を参照）。秦末漢初時代に活躍した韓信が、楚漢戦争をモチーフにしてシャンチーを考案し、兵士に教えて慰撫したという伝説もあるが、詳細は不明である。
チャトランガ系のゲームが文献にはじめてあらわれるのは唐代で、『太平広記』に収められた唐代の小説集『玄怪録』の一篇 に、将棋の駒の動きを想起させる記述が残されている。小説である上に、解釈の難しい箇所があるため、この文章から当時のルールを知ることは難しい。一応以下の事が言える。
- 駒と盤は金属製であったようだが、明器（副葬品）であるため、これが普通であったかどうかは不明。
- 駒の種類には少なくとも王・将・車・馬・卒があったらしい。王と将は別々であったようだ。
- 九宮に相当するものはなく、王・将の行ける範囲に制約はなかったようだ。河については言及がない。
- 「輜車直入無廻翔」というのは、シャンチーの車よりもむしろ将棋の香車の動きを意味しているのかもしれない。
- 「数百鉄騎……悉高数寸」とあるのは駒が立体であったことを意味しているのかもしれないが、駒ではなく別の副葬品の可能性もある。

『玄怪録』とほぼ同時期の白居易「和春深二十首」には「鼓応投壷子、兵沖象戯車。」といっており、これもチャトランガ系のゲームを指していると見られる。ほかに法蔵『梵網経菩薩戒本疏』で賭博の一種「波羅塞戯」について「是西国兵戯法。謂二人各執二十餘小玉、乗象或馬、於局道所争得要路以為勝也。」と言っているのもチャトランガ系のゲームかもしれない。
現在式シャンチーが発生したのは、宋代と考えられている。北宋末期の女性詩人である李清照による『打馬図経』に、シャンチーと同じ配置の図が紹介されており、徽宗（在位1101～25）の遺物とされるシャンチーの駒や、北宋の首都であった開封から出土したシャンチーの駒が発掘されている。開封の駒は現在のシャンチーと同じ7種類（将・士・象・車・馬・砲・卒）で、円形の銅製の駒で、裏にはそれぞれの駒に対応する絵が描かれているが、士は女性で、砲は投石器になっている。

### ルールの整備と発展
11・12世紀のころには、正確な競技方法は不明ながら、さまざまなルールの異なる象棋が指されていたらしく、李清照の『打馬図経序』（1134）には「大小象戯」という語が見える。また、晁補之「広象戯図序」（『雞肋集』所収）では、当時指されていた象棋が縦横11路で、駒は34枚だったと記している（晁補之自身は、囲碁と同じ19路で、駒が98枚の「広象戯」を考案している）。
13世紀の『事林広記』 には象棋の棋譜が残されているが、そのルールは現代のものと同じである。ただし駒の色は赤と黒でなくて白と黒になっており、駒の名称はどちらも「将・士・象・車・馬・砲・卒」で区別がない。
南宋末の宮廷には「棋待詔」という、ボードゲームの専門家が雇われており、10人がシャンチーの専門家（うちひとりは女流）であった。
明代に入ると、駒のデザインも現在と同じようになった。また、シャンチーに関する書物や棋譜も増加した。『橘中秘』（1632刊）には馬落ちの棋譜が載っており、駒落ちが普通に行われていたことがわかる。
辛亥革命以降、上海の時事新報（日本の時事新報とは無関係）をはじめとして、多くの新聞にシャンチー専門の欄が設けられた。中華人民共和国では、1956年に公式ルールブック『中国象棋規則』が発行された。その後、数次にわたって改訂されている。書名も1960年に『中国象棋競賽規則』、1999年に『象棋競賽規則』と変更された。現代のルールは、持ち時間制度や先手・後手の決め方など、多くをチェスに倣っている。
文化大革命中は、シャンチーも打破すべき旧文化のひとつとされ、全国大会も1966年を最後に開かれなくなっていたが、1974年には復活した。
公式ルールは、赤を先手としている。このように定められたのはきわめて新しく、1981年のようである。

### 日本への普及
シャンチーが日本に伝来した時期は明らかではないが、琉球諸島には比較的早い時期に伝来したものと考えられる。沖縄県に伝わる盤上遊戯である「チュンジー」はシャンチーとほぼ同じルールである。
1972年（日本と中華人民共和国との間の国交が回復した年でもある）に『近代将棋』誌でシャンチーの紹介がなされた ことで、日本の将棋愛好家を中心にシャンチーが知られるようになった。1973年には将棋棋士の大山康晴を中心に「日中象棋協会」が結成され、翌年から日本国内でも同協会による全日本選手権が毎年開催されるようになった。1991年には国際組織に加盟するために協会を改組し、名称を「日本シャンチー協会」と改めた。この際、改組に反対する一部の役員が脱退し、全日本選手権の分裂開催を画策するなどの混乱も見られたが、関係者の尽力により分裂開催は回避されている。日本シャンチー協会は、改組した翌1992年にアジアシャンチー連合会に加盟し、1993年に発足した世界シャンチー連合会にも発足と同時に加盟している。

### ワールドマインドスポーツゲームズの正式種目に
2008年、中華人民共和国の北京市で開催される第1回ワールドマインドスポーツゲームズに、コントラクトブリッジ・チェス・ドラフツ（チェッカー）・囲碁とともにシャンチーが正式種目として行われることになった。シャンチーは開催国である中国側の強い要望により正式種目に加えられたとされる。この大会には世界143か国・地域から2763人が参加し、シャンチーには32か国・地域から198人が参加した。
日本からも各競技に代表選手を選出しており、シャンチーには将棋棋士の所司和晴ら8人が参加した。日本代表は男子団体（女子団体は不参加）・男女個人戦などに参加し、男子団体で18チーム中14位などの成績となった。

## ルール

### 基本ルール
- 2人で対戦する。一方を紅（「ホン」日本では「あか」と読んでいる。）、一方を黒（「ヘイ」日本では「くろ」）という。時代・地域により違ったこともあるが、現在のルールでは紅が先に指す（「紅先」という）。紅黒は、動き方が違う7種類16枚ずつを持って対戦する。同じ機能の駒でも紅黒で名前が異なる駒がある。
- 縦9本・横10本の線の引かれた専用の盤を用いる。駒はマスの中ではなく、囲碁のように線の交点に置く。
- 紅黒が交互に、盤上にある自分の駒を一回ずつ動かす。パスはできない。
- 自分の駒が動ける交点に相手の駒があるとき、その駒を取って進むことができる（炮を除く）。取られた駒は盤面から除去する。将棋と異なり、取った駒は再利用出来ない。
- 次に相手の帥・将を取る手を将（ジャン、将棋でいう王手）といい、相手がそれを解消できないこと（日本将棋でいう詰み）を将死（ジャンスー）または殺（シャー）といって勝ちとなる。また相手指し手番で相手がどの駒も動かせないステイルメイト（困斃、クンビー、欠行）にしても勝ちである。ジャンを無視したり、帥・将が自ら相手の駒から取られるような動かし方をする（自殺）ことはできない。
- 王不見王（ワンブージェンワン）、あるいは対面笑（ドイメンシャオ）や飛将（フェイジャン）。帥と将を直接相対させてはいけないというルール。帥と将が同じ列で、その間に他の駒が一つもないような状態にするような手は指すことができない。具体的には帥と将の間に一つだけ存在する自身の駒を動かすことや、帥・将がジャンを避けて動いた結果、相手の将・帥の前に出てしまうことが挙げられる。どの駒を動かしても帥と将が直接相対してしまう状況となった場合、負けとなる。
- 連続王手の千日手（長将、チャンジャン）は禁じ手であり、ジャンをかけている方は3回同じ局面が出現するまでに手を変えなければならない。ジャン以外の千日手は一方が手を変えなければならない場合と、双方とも手を変えなければ引き分け（和棋、ホーチー）になる場合があり、ルールで細かく定められている。
- 駒の消耗によって双方が相手を将死にできなくなった場合は引き分けとなる。また完全に将死にできなくなるほどの損耗でなくとも、相手の致命的ミスがなければ将死が確実にできないなど、対戦者同士の合意により引き分けとする場合もある。
- チェスにおける50手ルールと同様に、駒をとらないまま紅黒が50着（歩）ずつ（紅黒合わせて100手）指した場合は引き分けとなる。（50歩自動限着）

### 駒
シャンチーの駒は円盤形で、片面に駒種別を表す文字が書いてある。駒の材質は木やプラスチックなど。日本将棋やチャンギ（韓国将棋）では駒種別により大きさが違うが、シャンチーではすべての駒の大きさは同じで、直径は2.5〜2.7cmである。駒の文字は、紅が赤、黒が黒（実際には青や緑など、別の色のことも多いが、呼称としては常に「黒」である）で書かれる。現代では紅が先手である。世界ルール（2019年制定）によれば、駒の名称は「帥（将）、士、相（象）、馬、車、炮、兵（卒）〈（　）内が黒〉」であるが、セットにより、様々な文字が使われる。紅の士が「仕」になっていたり、炮が「砲」になっていたりする。台湾で使われる駒では紅の車が「俥」、紅の馬が「傌」、黒の炮が「包」になっていることもある。

#### 初期配置図
駒は下図のように並べる。日本将棋と異なり、駒の向きに意味はない。実際の試合では、文字の向きが駒ごとにバラバラになっていることも多い。
- 上下に並んだ横線は、それぞれの陣に近い方から順に「底線（または本位線）・宮心線（または咽喉線）・宮頂線（または分津線）・兵行線（または卒行線・兵林線・卒林線）・河界線」などと呼ばれることがある。棋譜を記すときにはこれらの名前は利用しない。
- 斜線の引かれた9箇所は九宮という。王城に見立てられており、帥（将）・仕（士）はこの中から出ることができない。
- 中央の縦線のない部分を河界または河といい、通常は「漢界、楚河」の字が書かれている。これは、このゲームを漢の劉邦と楚の項羽との睨み合い（楚漢戦争）で、鴻溝という運河を境にして、東を楚・西を漢としたことに見立てたものである。相（象）は河を越えることができない。兵（卒）は河を越えると横に進めるようになる。縦線は引かれていないが、これはデザイン上の話で、駒の動きは線が引かれているものとしてプレーする。

#### 帥・将
紅が帥（シュワイ）、黒が将（ジャン）。前後左右に一路進める。九宮から出ることはできない。また前述の王不見王ルールのため、相手の帥・将と直接相対するような動きもできない。将死にされると負けである。また、帥を「師」と誤って表記している例が散見されるが、元帥の「帥」である。

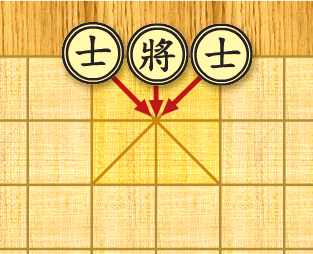
初期配置では、前にだけ一路進める

#### 仕・士
紅が仕または士（シー）、黒が士（シー）。斜めに一路進める。九宮から出ることはできない。そのため完全に守り専門の駒であり、動けるのは九宮内の5か所だけである。

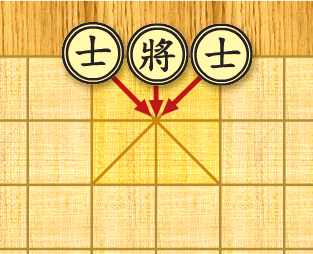
斜めに一路進める

#### 相・象
紅が相（シャン）、黒が象（シャン）。斜めに二路進めるが、駒を飛び越えることはできない。下図で「◆」の位置に他の駒（敵味方を問わない）があれば、その方向には進めない。このルールを塞象眼（ぞうのめをふさぐ、サイシャンイェン）という。駒に接する斜め4箇所に他の駒があれば、どこにも動けなくなる。この状態は塞相田あるいは塞象田（ぞうのたをふさぐ、サイシャンティエン）と呼ばれる。中央の河を越えることはできない。そのため完全に守り専門の駒であり、動けるのは自陣内の7か所だけである。
| ○ | ┼ | ┼ | ┼ | ○ |
| ┼ | ◆ | ┼ | ◆ | ┼ |
| ┼ | ┼ | ▲ | ┼ | ┼ |
| ┼ | ◆ | ┼ | ◆ | ┼ |
| ○ | ┼ | ┼ | ┼ | ○ |

#### 車
紅が車または俥（チュー）、黒が車（チュー）。縦横に何路でも進める。日本将棋の飛車と同じ動き。
なお、「車」という字は通常「chē」と発音するが、象棋の駒の場合のみ「jū」と読む。
| ┼ | ┃ | ┼ |
| ━ | ▲ | ━ |
| ┼ | ┃ | ┼ |

#### 馬
紅が馬または傌（マー）、黒が馬（マー）。八方桂やナイトと同じ動きだが、駒を飛び越えることはできない。下図「◆」の位置に他の駒（敵味方を問わない）があれば、その方向には進めない。このルールは絆馬脚（うまのあしをひっかける）と呼ばれる。駒に接する上下左右の4箇所に他の駒があれば、どこにも動けなくなる。この状態は塞八方馬（うまのはっぽうをふさぐ、サイパーファンマー）と呼ばれる（まず隣に1マス◆の位置に移動し、さらに斜め1マス◯の位置に移動するというイメージを持てば絆馬脚も理解しやすい）。

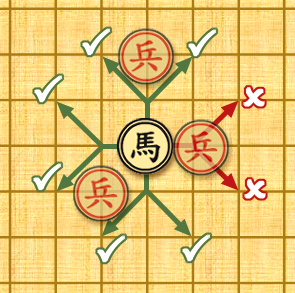
八方桂のように動けるが、絆馬脚の制限がある

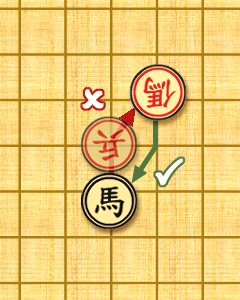
絆馬脚: 馬は絆馬脚で傌を取れない。傌は絆馬脚ではないので馬を取れる。

| ┼ | ○ | ┼ | ○ | ┼ |
| ○ | ┼ | ◆ | ┼ | ○ |
| ┼ | ◆ | ▲ | ◆ | ┼ |
| ○ | ┼ | ◆ | ┼ | ○ |
| ┼ | ○ | ┼ | ○ | ┼ |

#### 炮・砲
紅が炮または砲（パオ）、黒が砲または包（パオ）。縦横に何路でも進める。敵の駒を取るときは他の駒（敵味方どちらでも良い）を一つ飛び越えなければならない。飛び越えずに敵の駒を取ることは出来ないし、取らずに飛び越えることもできない。飛び越えない場合は日本将棋の飛車と同じ動き。

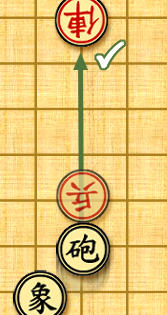
例一：炮は車を取ることが出来る

#### 兵・卒
紅が兵（ピン）、黒が卒（ツー）。前に一路だけ進める。河を越えると横にも一路進めるようになる。このゲームの成駒はこれ以外は無い。
| ┼ | ○ | ┼ |
| □ | ▲ | □ |
| ┼ | ┼ | ┼ |

### 棋譜の表記方法
シャンチーの棋譜では、ひとつの手は「駒の名・移動前の駒の位置・移動方向・移動後の位置（上下に直進する場合は移動量）」各1文字の組み合わせで表される。
盤の上下方向には名称がついておらず、位置は縦の列（「路」という）でのみ指定する。それぞれの自陣から見て右から左に、紅は一から九、黒は1から9の数字であらわす。
駒の名としては「帥・将・仕・士・相・象・車・馬・炮・兵・卒」のいずれかを用い、「車・馬・炮」については赤と黒で区別しない（「傌・俥・砲・包」の表記は用いない）。移動方向は「進（前進、将棋の「上」）、退（後退、日本将棋の「引」）、平（水平移動、日本将棋の「寄」）」のいずれかである。
たとえば初手で紅が右の炮を中央に移動させた場合は「炮二平五」という。
同じ列に同じ種類の駒が二枚または三枚ある場合、車・馬・炮・兵（卒）については駒の名の前に「前・後・中」をつけて区別する。この場合、あいまいさを生じなければ、移動前の駒の位置は表記しない。相（象）や仕（士）に関しては、同じ列にあっても移動方向で区別がつくので、「前・後」を記す必要はない。
理論的には、4枚または5枚の兵（卒）が同じ列に並ぶ可能性もあるが、現実問題としてはほぼ起こりえないため、その場合の表記方法は決まっていない。コンピュータ上ではそういうわけにもいかないので、いくつかの方式が提案されている。
手数は、チェスと同様、紅黒の着手をひとまとめにした「回合」によって数える。
盤面図を描くときは、紅側が下に来るように描き、黒の駒は白黒反転することで表す。

#### 漢字を使わない棋譜の表記方法
英語圏などでは、漢字を使用せずに棋譜を表記する必要があるが、その方式は一定していない。世界シャンチー連合会による方式（WXF notation）が公式に定まっている唯一の方式である が、これは漢字による表記を直訳したもので、駒の名前をアルファベット1文字で（帥・将=K、仕・士=A、相・象=E、馬=H、車=R、炮=C、兵・卒=P）、移動方向は「進」を「＋」、「退」を「－」、「平」を「＝（または・）」で、「前・後」は駒の名の後ろに「+・-」をつけることで表す。たとえば、「炮二平五」は「C2・5」と表される。Xiangqi Review（XQR）方式 と呼ばれているものもほぼ同様であるが、駒の略号が少し異なる（Gで仕・士、Bで相・象、Nで馬）ことで表すことなど、多少の違いがある。
ほかに、チェスの代数式表現をそのまま応用した方式などがある。
ベトナムでは、中国式の棋譜をそのままクオック・グーで表記するか、それを省略した記号的な表記が使われる。後者は一見 WXF 方式に似ているが、駒の名前にベトナム語の名称の頭文字を使っており、記号の対応も異なる。「炮二平五」であれば「Pháo 2 bình 5」または「P2-5」と記す。

### 千日手
シャンチーの千日手（長将）の規定は非常に複雑である。原則として、相手が対応せざるを得ないような攻撃によって同一局面を繰り返すこと（その典型的な場合が連続王手による千日手）は禁止されており、3回繰り返す前に手を変えなければ、たとえそれ以外に動かせる駒がなかったとしても、攻撃している側の負けとなる。ただし両者がともに禁止されている攻撃を行っている場合は、引き分けとなる。それ以外の場合は引き分けとなる。
中国の国内ルールでは、「将」（王手）・「殺」（詰めろ）・「捉」（駒当たり）をまとめて「打」と呼び、「打」の連続による千日手は攻撃している側の負けになる。このうち特に問題になるのが「捉」で、
- 帥（将）や兵（卒）による当たりは「捉」とはみなさない（ただし例外あり）
- 取られる駒に「根」（その駒を取っても取り返すことができる駒のこと。日本将棋でいう「ひも」）が付いていて、取られたら取り返せる場合は「捉」とみなさない
- 実際に取ったら、取った側が将死になる場合は、「捉」とみなさない
- 敵の攻撃から逃れるための駒の移動が偶然敵の士・象への駒当たりになっている場合は、「捉」とみなさない
- 当たりでなくても、次にジャン車取りなどの両取りがかけられる場合は「捉」とみなす。ジャンした駒が取られてしまう場合は取られる駒と両取りで取れる駒の重要さを勘案して「捉」であるかどうかを判断する

のように、例外の多いルールとなっており、正しく判断するのは難しい。現在の公式試合で通常使われている2011年試行版のルールブックは、全141ページのうち90ページ以上を千日手の説明に費やしている。
アジアシャンチー連合会による国際ルールも同様に複雑だが、中国ルールとは異なっていて、例えば詰めろの連続による千日手は引き分けになる。
なお、公式試合の中には25回合（50手）以内の引き分けを禁止しているものがあり、この場合は25回合以内に千日手引き分けにすることが許されず、先手が手を変えなければならない。

### 紅（先手）・黒（後手）の決め方
プロ・アマともに試合はリーグ方式または、スイス式トーナメントで行われることが多く、その場合は対局係が一定のルールに従って紅黒を決める。シャンチーでは紅の勝率が7割に近く、紅黒はなるべく公平になるように割り振られている。日常の対局では、通常年長者が紅を持つがその場合、紅先手とは限らない。同格者同士の対局でも、日本将棋の振り駒のような、先手・後手を決める決まったやり方があるわけではなく、紅と黒の駒を1枚ずつ両手に握って当てさせたり、トランプの1から10までのカードを引いて、数が多い方に紅黒のどちらを持つかを決めさせたりする。

### 持ち時間
シャンチーの持ち時間は、チェスの方式を元にしており、秒読みは存在しない。対局時計は競技者自身が操作する。具体的な方式は大会ごとの違いが大きいが、最近の主要な大会では、持ち時間60分、1手指すごとに30秒追加（チェスのフィッシャーモードに相当）のように決められていることが多い。持ち時間が15分以内の早指し（快棋）大会もさかんに行われている。
引き分けによる無勝負を避けるための追加試合（加賽）では、先手の持ち時間を後手より多くしておき、そのかわりに引き分けは後手の勝ち、とすることがある。

### ハンデ（手合割）
実力が大きく違う対戦者がゲームを楽しむために、実力上位者（上手）にハンデを付けることが囲碁・日本将棋など多くの対戦型ゲームで行われているが、シャンチーではハンデについての公式のルールは存在しない。慣習として、駒落ち（譲子）と、実力下位者（下手）が最初に数手指すことができる方式（譲先）がある。
駒落ちは、上手が車・馬・炮のうち1枚または複数枚を落とす。馬を片方または両方落とすことがもっとも多い。
下手が最初に数手指すことができる方式では、一先（通常の先手）・二先（下手が2手指してから上手が指す）・三先（下手が3手指してから上手が指す）などがある。ただし、同じ駒を複数回動かしてはならない・上手の駒を取ってはならない・駒が河を越えてはならないなどの制約がある。

### タッチアンドムーブ
自分の駒に触ったら、その駒を動かさなければならない（動かす交点がない場合を除く）。相手の駒に触った場合も、その駒を取ることができる場合、取らなければならない。駒を動かしたあと、いったん駒から手を離したら、やり直すことはできない。

### マナー
- ジャンの時に、ジャンであることを相手につげる義務はないが、伝えた方が気持ちよく対局できると考えられている。
- フィッシャーモードを採用しているとき、持ち時間を増やすために無意味な手（千日手が成立しない程度の同一手順の繰り返しなど）を指すことがあるが、とくに悪いマナーとは考えられていない。
- 他者の対局に口を出したり、（助言禁止）対局場内で進行中の対局について論じてはいけない。日常の対局では、対局に口を出すどころか、勝手に人の対局中の駒を動かすことなどがよくある。人間関係が壊れなければ、それも対局の楽しみとされているが、プロアマ問わず、正式の試合での口出し手出しは絶対に不可である。

## 各段階ごとの戦略

### 序盤（開局）
シャンチーの序盤は一般に将棋やチェスよりも短く、ゲームが始まってから双方が約10手ほど指す間を序盤とする。初手として可能な手は、左右対称形を除いて23通り存在する。しかし、そのうち指す意味のある手はそれほど多くない。
帥・将は初手では勿論、序盤のうちは初期位置から動かすべきではないとされる。日本の将棋における囲いのようなものも無いが、敵の炮から帥・将を守るために士や相（象）を積み上げる形はよく見られる。ただし、あまり早い段階で士・相（象）を上げると自分の車や炮が横に移動できなくなったり、片翼が相手の駒に集中攻撃されたりする。シャンチーで常に攻撃の主体になる駒は車なので、先ずは車を活用する必要があるが、例えば初手で車を動かすと、即座に敵の炮で馬を取られてしまう。
オンラインのサイト「象棋百科全書網」やオープンソースのシャンチー対局・棋譜管理プログラム「象棋巫師」の作者である復旦大学の黄晨は、2004年に8,197ものシャンチーの棋譜を序盤の戦形ごとに分類し、チェスのECOにならってECCOと名づけた。以下はECCOで採用数の多い順に述べる。

#### 中炮（炮二平五）
古くから採用率のもっとも高い初手であり、当頭炮とも呼ぶ。ECCOによると全体の60%前後を占めている。中炮は炮を中央に振って、敵の守りの要である中央の卒に狙いをつけ、同時に敵の炮による自分の馬への当たりを外して、車が自由に動けるようにしている。黒が放置して中央の卒を取られると、後手は士や象がまったく動けなくなって窮地に陥る。
これに対して後手の指し手にはこちらも炮を中央に振り、中央の卒を取られた時に士で守れるようにする順手炮（または順炮、炮8平5）、逆の炮を中央に振る逆手炮（または列手炮・列炮、炮2平5）、両側の馬を上げて中央の卒を守る屏風馬、両側の馬を上げるがその間に炮（通常は炮8平6）をはさむ反宮馬、片方の馬を端にはねる単提馬（馬2進3、馬8進9） などの防御がある。
なお、中炮より一つ少なく振る（炮二平四）のを「仕角炮」、逆に一つ多く振る（炮二平六）のを「過宮炮」と呼ぶが、初手に指される頻度はあまり高くない。

#### 仙人指路（兵七進一）
中炮の次に多い初手であり、ECCOでは全体の約20%を占めている。相手の手に乗って指す初手。後手も同様に卒3進1と指すと穏やかな進行になる。炮2平3と伸ばしてきた兵を狙う（卒底炮）と激しい序盤になることがある。この他に、後手には中炮や飛象など選択肢が多い。

#### 飛相（相三進五）
初手で相を中央に上げる。ECCOでは全体の約12%を占める。比較的最近に整備されたオープニングだが、統計によると他のオープニングよりも引き分けが多い。まず自分の帥を安全にしてから攻めようという手で、後手の対応としては過宮炮（炮8平4）や士角炮（炮2平4）から、左側の馬などを上げていく方法などがある。やはり中炮や飛象などの対応も可能である。

#### 起馬（馬八進七）
初手で馬を上げる。ECCOでは約3.6%を占めている。守りを重視した作戦だが、その後「炮八平九・車九平八」のように車で八路を制圧する狙いもある（この3手を「三歩虎」と呼ぶ）。後手の対策としては、先手に馬の前の兵を上げさせない「卒3進1」が多い。逆の側の卒を突き（卒7進1）、先手も「兵七進一」と進めると、仙人指路に合流する。

### 中盤（中局）
中盤は多くの駒によるねじり合いで、ゲームの進行の中でもっとも複雑な部分とされる。定跡化はされておらず、序盤や終盤に比べて長い考慮時間を費やす必要がある。
日本の将棋と異なりシャンチーは最初から駒と駒の間に隙間が多いので、一見すると攻め駒は簡単に敵陣に進入できそうに見える。しかし、敵陣内に駒が多い状態で味方の駒が一つだけ進入しても大きな効果を上げることはできず、かえって敵陣にいる駒が攻撃目標にされてしまうことが多い。特に車や炮の横効きを使った反撃は強烈である。炮で敵陣の駒を取るときは、あらかじめ炮が動けなくなる可能性を考慮に入れておく必要がある。
中盤において車は、敵陣4段目または自陣5段目に配置するのが理想的とされる。
渡河する味方の馬や兵が離れ駒にならないように、炮も河の辺りに配置する場合がある。車を使って縦の筋を制圧するのも効果的である。特に九宮の両端にあたる四路と六路は、「肋道」と呼ばれて重視される。
シャンチーにおける駒の価値は以下の通り。
|          | 帥・将      | 車・俥 | 炮・砲 | 馬・傌 | 相・象 | 仕・士 | 兵・卒 |
| -------- | ----------- | ------ | ------ | ------ | ------ | ------ | ------ |
| 駒の価値 | ∞（無限大） | 9      | 4.5    | 4      | 2      | 2      | 1      |

二枚替えを除いて、攻め駒（車・馬・炮）と守り駒（士・象）の交換は殆どの場合、攻め側の損になる。敵の守り駒を取り除くには両取りなどを利用することによって、攻め駒を取り返されないように注意する必要がある。

### 終盤（残局）
終盤は、攻め駒が少なくなった状態である。中盤に比べると駒が少ない分、変化の数は限られる。
一般に、受け側の士・象が全て残っている場合には攻め駒が一枚では詰まないことが知られている。したがって、例えば自分の攻め駒が車のみ、相手が車・炮を持っている場合は、自分の車と相手の炮を交換することで引き分けを狙うことができる。
中国で寄せを説明するときは、基本的な詰め方に名前をつけて、それを数十種類あげるのが常である。例えば、上記の棋譜の例にあげた詰みの型にも「悶宮殺」という名前がついている。しかし、それですべてを網羅しているわけではない。以下にいくつかの例を挙げる。
| 上は炮2枚を使った「重炮」、下は車2枚を使った「双車錯」の例。 | 上は「側面虎」、下は「釣魚馬」。ともに馬で退路を塞いで他の駒で詰めた例。 | 上は炮と車による「鉄門栓」。飛将のため、車を将で取ることはできない。下は「馬後炮」。 |

#### 排局
日本の詰将棋やチェスのプロブレムと同様に、シャンチーでも残局が実戦から独立したパズルとして楽しまれている（「排局」と呼ぶ）。ただし、詰将棋とは異なって帥と将は両方存在し、かつ王手の連続で詰める必要はない。また、最後が引き分けになる場合も存在する。
右図は「七星聚会」という名前がついており、『心武残編』（1800年刊）・『百局象棋譜』（1801年刊）・『竹香斎象戯譜』3集（1817年刊）など様々な棋書に載っている有名な排局。1916年に英訳されている。本来の作者は不明である。一見したところ紅は受けなしに見え、王手の連続で黒を詰めなければならないものに見える。また、紅の攻め駒は豊富で、簡単に詰みそうに見える。しかし実はそれは罠で、たとえば「1. 炮二平四 卒5平6 2. 車二進九」は「2... 象5退7」と逆王手をかけられて紅が負けてしまう。即詰みは存在せず、したがって紅は巧妙な方法で詰めろを外し、その後の黒からの猛攻に耐える必要がある。互いに最善の手を指した場合、最後は引き分けに終わる。

## 競技人口
シャンチーを指すことができる人数は、一般に2億人と言われる。競技人口は、1億人とされる。

## 主要な大会

### 中国国内
全国象棋錦標賽は1958年からある選手権で、男子・女子それぞれの個人・団体戦が行われる。参加資格は前年の成績やレーティングなどによって定められ、誰でも参加できるわけではない。
全国象棋等級賽は誰でも参加でき、成績優秀のものには大師・一級棋士・二級棋士・三級棋士などの称号が与えられる。
全国運動会などのスポーツ大会の種目にもシャンチーが含まれている。
中国には他のプロスポーツと同様に各地にシャンチーのプロチームが存在する。シャンチーの専業プロはチームから支払われる給料と対局費を主な収入としている。プロチームが参加する最大の大会は、約半年をかけて戦われる全国象棋甲級聯賽で、12の甲級チームがリーグ戦を行って順位を決める。下位の2チームは乙級と入れ替えになる。このほかにもさまざまな大会が存在する。

### 国際大会
アジアシャンチー選手権は、アジアシャンチー連合会が主催し、奇数年に個人戦、偶数年に団体戦が行われている。
世界シャンチー選手権は、1990年から開かれ、はじめは世界シャンチー連合会準備委員会が、1993年からは世界シャンチー連合会が主催している。1991年からは奇数年に開催している。
アジア室内競技大会・アジア競技大会 ・ワールドマインドスポーツゲームズでは、シャンチーが競技種目に含まれる。

### 日本
日本シャンチー協会の大会には、全日本シャンチー選手権大会・日本リーグ・全国選抜トーナメント（2020年から「日本オープン」）などがある。

## 称号
将棋でいう段級位のようなものは存在しない。
チェスにならって、各機関がタイトルの認可を行っている。
ただし、台湾では日本とおなじような段級位制をとっている。
中国国内では、中国象棋協会が、棋士のレーティングによるランキングを発表するほか、特級大師（グランドマスター）・大師（マスター）・一級棋士・二級棋士・三級棋士の認可を行っている。2012年末の段階で、現存する特級大師は男子が28人、女子が22人である。称号は一度取ったら生涯持ち続けることができるので、必ずしも特級大師が大師より強いわけではない。
世界シャンチー連合会のタイトルには、特級国際大師（国際グランドマスター）・国際大師（国際マスター）・棋聯大師（フェデレーションマスター）の3種類がある。
アジアシャンチー連合会のタイトルには、亜洲特級大師（アジアグランドマスター）・亜洲大師（アジアマスター）がある。

## 著名なシャンチー選手

### 中国
以下は複数回全国優勝している競技者である。
- 楊官璘（中国語版）（1925年広東省生まれ、2008年没）第1回の全国優勝者。優勝回数は4回。
- 胡栄華（1945年上海生まれ）1960年に15歳で全国優勝、その後文化大革命による中止期をはさんで1979年まで不敗を誇る。全国優勝は14回。また、初手で相を上げる「飛相局」や「反宮馬」など、それまであまり指されてこなかったオープニングの発展にも寄与。
- 柳大華（中国語版）（1950年武漢生まれ）1980年に全国優勝し、胡栄華の連勝記録をついに止めた。優勝回数は2回。1995年には19人を相手にして目隠し対戦に成功した。
- 李来群（中国語版）（1959年河北省生まれ）全国優勝4回、世界選手権個人優勝1回。北方の出身者が優勝したのはこれが初めて。
- 呂欽（中国語版）（1962年広東省生まれ）全国優勝5回、アジア選手権個人優勝1回、世界選手権個人優勝5回。
- 趙国栄（1961年ハルビン生まれ）全国優勝4回、世界選手権個人優勝1回。夫人で囲碁のプロ棋士の牛力力は日本で活動しており、趙国栄もしばしば日本を訪れて、日本のシャンチー水準の向上に努める。
- 許銀川（1975年広東省生まれ）全国優勝6回、アジア選手権個人優勝2回、世界選手権個人優勝3回。2006年にはスーパーコンピュータ浪潮天梭と対戦したが、先手・後手番とも引き分けた。2007年のアジア室内競技大会と2008年のワールドマインドスポーツゲームズ男子個人で金メダル。
- 王天一（中国語版）（1989年北京生まれ）2012年、2016年、2019年に全国優勝した。2013年と2017年の世界選手権、2015年のアジア選手権でも個人優勝した。
- 鄭惟桐（中国語版）（1994年成都生まれ）2014年と2015年に連続で全国優勝した。2015年の世界選手権、2019年のアジア選手権でも個人優勝した。

### ベトナム
- グエン・ホアン・ラム（ベトナム語版）（Nguyễn Hoàng Lâm）1980年生まれ。2011年のアジア個人選手権でベトナムから出場して、男子優勝した。中国以外から優勝者が出たのは初めて。このときは2位のブイ・ズオン・チャン、女子優勝のゴー・ラン・フオンもベトナムであった。ベトナム国内でも2012年に優勝している。
- ゴ・ラン・フオン（ベトナム語版）（Ngô Lan Hương） 1979年生まれ。2011年のアジア個人選手権で女子優勝。ベトナム国内でも10回以上優勝している。

### 日本
- 大山康晴（日本将棋の十五世名人、日本シャンチー協会初代会長）
- 所司和晴（日本将棋棋士、世界選手権非中国人部門で優勝した棋聯大師）
- 山崎秀夫（日本唯一のアジア大師）

## コンピュータ・インターネット
シャンチーの盤面状態の種類は1048、ゲーム木の複雑性は10150と見積もられている。
この数値は、シャンチーがチェスよりも複雑だが、将棋より単純であることを意味する。
国際コンピュータゲーム協会（ICGA）の主催するコンピュータオリンピックには、1989年以来シャンチーの部門がある。
台湾では、1980年代よりシャンチープログラムの開発が始まり、1998年には国立台湾大学のELPというプログラムが正式の大会に出場して5段と認められた（2001年には6段に昇進）。また、1999年以降、人間の高段者とコンピュータの対戦大会が毎年行われている。
中華人民共和国は研究で台湾に立ち遅れていたが、21世紀にはいると長足の進歩を示し、2008年のコンピュータオリンピック北京大会では1位から8位までを中華人民共和国のプログラムが独占した（1位は倚天象棋（Intella））。2006年よりコンピュータゲーム選手権が行われている。2006年には863計画の成果 とされるスーパーコンピュータ「浪潮天梭」上で動くシャンチープログラムと人間の大師5人との対戦も行われ、3勝2敗5引き分けでコンピュータが勝利した。
チェスの場合と同様、思考エンジンを差し替えたり、エンジン同士を戦わせたりすることができるソフトウェアも多い。エンジンが使うプロトコルとしては、チェスと同じ WinBoard や UCI プロトコルのほかに、Qianhong の独自プロトコルや UCCI などがあり、プロトコル間の変換プログラムも開発されている。また、多くのソフトウェアは棋譜の保存や読み込み・再現ができるが、棋譜のフォーマットは統一されていない。チェスの PGN が使えるようになっていることが多いが、おなじ PGN でも棋譜の書き方が統一されていない問題と、PGN 自体の機能不足（変化手順を記すことができない）の問題がある。オンライン対局サイトもサイトごとにファイル形式が異なる。
チェス・囲碁などの他の盤上遊戯と同様、シャンチーもインターネット対局が広く行われるようになっている。最初期のネットワーク上のシステムとしては、1993年にハーバード大学にいた陳曦によって設計されたICCS(Internet Chinese Chess Server)があり、これはクライアント・サーバー型のシステムだった。ICCSは現在は運用されていないが、ASCIIによる棋譜の表記方式のひとつであるICCS方式 に今もその名が残っている。中国には「弈天棋縁」というシャンチー対局の専用サイトがあるほか、オンラインゲームサイトの「聯衆」や「QQ遊戯」などでもシャンチーの対局ができる。ほとんどは専用のソフトウェアをダウンロードして、サイトに登録する必要があるが、システム言語が中国語になっていないとソフトウェアが動かない場合がある。日本語が使える対戦サイトとしては「SDIN・PlayOK・BrainKing」などがある。英語のものは「Club Xiangqi・Chesscape」など、数が多い。
シャンチーのルールのあいまいさ（とくに千日手関係の）と棋譜表記の不統一は、コンピュータ・インターネットで問題になるため、対局サイトが独自のルールを定義していることもある。

## 伝説・故事
- シャンチーの起源について、舜が弟の象を幽閉したとき、彼の無聊を慰めるために発明したという伝説がある。また、韓信が発明したという伝説もある。これらはいずれも根拠のあるものではないが、後者は「韓信杯」という競技大会の名称の由来になっている。
- 上記の『玄怪録』には、橘の実を割ってみたところ、中で仙人が象棋を指していて、竜に乗って飛び去った、という伝説も見える[39]。17世紀の代表的な棋譜『橘中秘』の書名はこの故事に由来する。
- 北宋の徽宗・欽宗が靖康の変で北方に連れ去られた時、おなじくとらわれた韋賢妃がシャンチーの駒を盤の上に投げ、将が九宮の中にはいるかどうかで息子の康王（南宋の高宗）が即位できるかどうかを占った、という故事がある[40]。この話にもとづいて12世紀の蕭照は『中興瑞応図』という絵を描いた。現在は明の仇英（16世紀）による臨模『臨蕭照瑞応図』が残っている。

## その他
- シャンチーは、ゲーム理論において二人零和有限確定完全情報ゲームに分類されるゲームの一つである。